# Therese Fläxl
Therese Fläxl (* 20. September 1920 in Rohrdorf; † 2. August 2012 in Freising; geborene Steiner) war eine deutsche Kinounternehmerin. Als Inhaberin und Geschäftsführerin der Fläxl-Filmtheaterbetriebe prägte sie über 40 Jahre die Kinokultur der oberbayerischen Kreisstadt Freising. 

## Leben
Therese Steiner wurde auf einem Bauernhof, zu dem auch eine Bäckerei gehörte, in Rohrdorf bei Rosenheim geboren. Sie besuchte die Volksschule, im Anschluss eine Haushaltsschule und eignete sich dort auch Kenntnisse in der Stenografie und im Maschinenschreiben an. Zunächst arbeitete sie als Buchhalterin im Büro eines Zementwerks, später bei einer Bank in München.
Ein Zufall brachte sie nach Freising. Als sie ein Päckchen bei Magdalena Fläxl, der Gattin des Kinobetreibers Georg Fläxl abgeben sollte, bot sie angesichts des großen Besucherandrangs vor dem Stadt-Kino spontan ihre Hilfe an. Fortan half sie regelmäßig als Platzanweiserin aus. Nicht lange, und Paul Fläxl, der älteste Sohn des Kinogründers, wurde auf sie aufmerksam. Beide heirateten 1949.
Ihr Schwiegervater Georg Fläxl hatte 1912 an der Bahnhofstraße neben dem Gasthof „Zur Gred“ das Stadt-Kino gegründet. Es war das zweite Kino der Stadt. Mit dem Einzug des Tonfilms und der Förderung durch die Nationalsozialisten, die den Nutzen von Kinos für ihre Propaganda erkannt hatten, expandierte der Betrieb. Kurz vor Ende des Zweiten Weltkriegs eröffnete Fläxl an Silvester 1944 mit dem Bavaria an der Unteren Hauptstraße ein weiteres Kino. Nach Kriegsende beschlagnahmte die US-amerikanische Militärregierung das Bavaria und es dauerte – auch weil Georg Fläxl vor der Spruchkammer als „Mitläufer“ eingestuft worden war – bis 1956, dass die Familie ihr Kino wieder zurückerhielt. Therese Fläxl hatte deshalb sogar an den US-amerikanischen Präsidenten Dwight D. Eisenhower geschrieben.
Schon drei Jahre zuvor gründeten Paul und Therese Fläxl 1952 in einer Einkaufspassage das Kino im Colosseum. In den 1950er Jahren zog das Unternehmen eine hohe Zahl an Besuchern an. Mit der Verbreitung des Fernsehens erlebten die Kinos ab den 1960er Jahren einen empfindlichen Rückgang der Zuschauer. 1963 starb nach einem Herzmuskelriss Paul Fläxl und Therese Fläxl führte die drei Kinos neben der Erziehung ihrer drei Söhne alleine fort. 1969 wurde das Colosseum abgerissen. 
Den Niedergang der Kinos in Freising überlebten nur die Filmbetriebe der Familie Fläxl und das Zentralkino in der Stieglbräugasse, das Therese Fläxl 1974 kaufte und in Camera umbenannte. 1977 führte sie in den Kinos massive Umbauten durch, die großen Säle wurden in mehrere kleinere geteilt, um ein breiteres Filmangebot zeigen zu können. Nach diesen Baumaßnahmen stiegen die Besucherzahlen wieder an. 1986 kam im Camera ein vierter Saal hinzu, in dem erstmals eine Ausstattung mit bequemen Sitzen mit breiten Armlehnen erprobt wurde, wie sie die Familie bei Besuchen in Belgien kennengelernt hatte und wie sie später in Multiplex-Kinos Standard wurde. Neben Familien-, Heimat- und Abenteuerfilmen legte Therese Fläxl zeitlebens Wert auf ein kunstvolles Programmkino. Insbesondere im Camera zeigte sie preisgekrönte Filme. In Zusammenarbeit mit Regisseuren, mit der Volkshochschule Freising, der Jugendpflege und dem katholischen Kreisbildungswerk setzte sie ihr Konzept „Filmkunst“ um, das ihr bundesweit Anerkennung und Preise brachte. Mehrfach wurden sie und ihr Kino vom Bundesinnenministerium ausgezeichnet. Dennoch wurde das Camera im September 2013 geschlossen, da der Hauseigentümer den Pachtvertrag nicht mehr verlängern mochte.
1987 übergab sie das Unternehmen an ihren Sohn Paul und ihre Schwiegertochter Angela. Es betreibt heute drei Häuser in Freising, Vilsbiburg, Erding und Neufahrn mit 32 Leinwänden.

## Ehrungen
- 1987: Kulturpreis des Landkreises Freising
- 1988: Verdienstkreuz am Bande der Bundesrepublik Deutschland